# Annette van Dyck-Hemming
Annette van Dyck-Hemming (* 1965 in Wesel?) ist eine deutsche Musikwissenschaftlerin.

## Leben und Werk
Annette van Dyck-Hemming studierte von 1984 bis 1993 Musikwissenschaft, Katholische Kirchengeschichte und Altgermanistik an der Universität Bochum. Sie schloss dieses Studium mit dem Magister ab. Von 1996 bis 1998 absolvierte van Dyck-Hemming eine Weiterbildung zur CBT-Softwareentwicklerin. Von 1999 bis 2002 promovierte sie an der Universität Bonn und schloss die Dissertation mit der Arbeit Diskurse zur Musik Elliott Carters ab.
Von 1998 bis 2000 arbeitete van Dyck-Hemming als freiberufliche Dozentin im Bereich von EDV und Multimedia. Von 2002 bis 2012 wirkte sie als Projektkoordinatorin, Lektorin und Autorin im Rahmen der Aktualisierung des Riemann Musiklexikons. Seit 2014 ist van Dyck-Hemming wissenschaftliche Mitarbeiterin am Max-Planck-Institut für empirische Ästhetik in Frankfurt.
Forschungsschwerpunkte von Annette van Dyck-Hemming sind unter anderem die Geschichte der Musikwissenschaft, die Musikgeschichtsschreibung, Musiksoziologie und Musikästhetik. Van Dyck-Hemming wirkt mit an dem MPI-Projekt Geschichte der deutschsprachigen Musikwissenschaft.